# Gösta Lilliehöök (idrottare)
Gustaf "Gösta" Malcolm Lilliehöök, född 25 maj 1884 i Stockholm, död 18 november 1974, var en svensk militär, femkampare och tjänsteman.

## Biografi
Lilliehöök blev 1906 underlöjtnant vid Svea artilleriregemente, 1910 löjtnant och 1918 kapten.
Lilliehöök vann guldmedalj i modern femkamp vid de olympiska spelen i Stockholm 1912. 
Sedan han lämnat det militära vistades han ett par år i Förenta staterna och studerade därefter radioteknik på BBC i London. Hemkommen blev han en av de fem första anställda i Radiotjänst och kvarstod i denna befattning till 1947. Under åren 1947–1969 ägde han Svärdsta gård i Södermanland.
Gösta Malcolm Lilliehöök tillhörde en yngre gren av den adliga ätten Lilliehöök af Gälared och Kolbäck, som son till Carl Malcolm Lilliehöök och Anna Margareta, född Ekelund. Han var gift med Anna Dorothea de Fine Blaauw, född 1891.

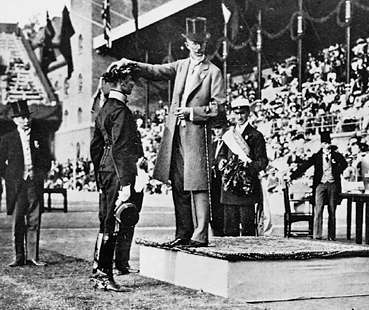
Mästaren i modern femkamp Gösta Lilliehöök lagerkransas av kung Gustaf V under olympiska spelen i Stockholm 1912.